# Перламутровки
Перламутровки (лат. Argynnis) — род дневных бабочек из семейства нимфалид.

## Описание
Верхняя сторона крыльев обыкновенно красно-бурая с чёрными пятнами, расположенными в перевязках. Нижняя сторона задних крыльев со светло-жёлтыми пятнами. У многих видов нижняя сторона, как правило, с перламутровыми пятнами, полями или перевязями (откуда название). У самцов на верхней стороне передних крыльях вдоль жилок обычно находятся андрокониальные поля. Передние крылья со слегка вогнутым или ровным внешним краем. Край задних крыльев волнистый. Жилки R1, R2 не ветвятся и берут начало от центральной ячейки. Жилки R3, R4, R5 имеют общий ствол, который также начинается от центральной ячейки. На задних крыльях жилка M3 и жилка Cu1 отходят от центральной ячейки из одной точки.
Гусеницы цилиндрические, с 6 рядами волосистых шипов; живут обыкновенно поодиночке на фиалках.

## Список видов
Палеарктический род, включающий около 20 - 25 видов.
| - Argynnis adippe (Denis & Schiffermüller, 1775) - Argynnis aglaja (Linnaeus, 1758) - Argynnis alexandra Ménetries, 1832 - Argynnis anadyomene Felder & Felder, 1862 - Argynnis argyrospilata Kotzsch, 1938 - Argynnis auresiana Fruhstorfer, 1908 - Argynnis childreni Gray, 1831 - Argynnis clara Blanchard, 1844 - Argynnis coreana Butler, 1882 - Argynnis elisa Godart, 1823 - Argynnis hyperbius Linnaeus, 1763 - Argynnis jainadeva Moore, 1864 | - Argynnis kamala Moore, 1857 - Argynnis laodice (Pallas, 1771) - Argynnis lyauteyi (Oberthür, 1920) - Argynnis nerippe Felder & Felder, 1862 - Argynnis niobe (Linnaeus, 1758) - Argynnis pandora (Denis & Schiffermüller, 1775) - Argynnis paphia (Linnaeus, 1758) - Argynnis ruslana Motschulsky, 1866 - Argynnis sagana (Doubleday, 1847) - Argynnis vorax Butler, 1871 - Argynnis xipe Grum-Grshimailo, 1891 - Argynnis zenobia Leech, 1890 |